# 鈴木一真
鈴木 一真（すずき かずま、1968年10月8日 - ）は、日本の俳優。静岡県三島市出身。

## 経歴
1987年、スカウトされ雑誌『POPEYE』でモデルデビュー。その後、スタイリストを目指し祐真朋樹、喜多尾祥之らをサポートするが、モデルが本業となる。
1990年渡仏、邦人男性で初めて「ベネトン ワールドキャンペーン」のモデルに抜擢される。これを機に、パリ・ミラノ・ロンドン・ニューヨークのエージェントにも籍を置き、ヴォーグ（イタリア）、ハーパース・バザー（イタリア）、i-D（イギリス）、ジョルジオ・アルマーニ、ロメオ・ジリ、エミリオ・カバリーニ（ミラノ・コレクション）、エディ・スリマン（パリ・コレクション）などで活動した。
1995年、俳優としての活動を開始。1998年、NHKの連続テレビ小説『天うらら』でヒロインの恋人役を務めた。同年公開の『愚か者 傷だらけの天使』（阪本順治監督）で、第8回日本映画プロフェッショナル大賞・助演男優賞を受賞。1999年、個人オーダーで制作したホワイトムートンのプルオーバージャケットが評判を呼びデザイナーとして「LPANDF」を発表する。コンセプトとして、「バイク」「旅」「音楽」の3テーマを洋服に落とし込み制作。その後、「THE ROODS」を発表し、テクノユニット「THE ROODS」での音楽活動も行った。2005年にデザイナーとしての活動を休止する。2003年、脚本・監督した短編映画『監督感染〜KENENN〜』がテアトル新宿にて劇場公開。以前より手がけた映像作品に『BLOW UP! forラフォーレ原宿 20th anniversary』（1997年）、『モンクレー for BEAMS』（2002年）等がある。2010年3月21日、17歳年下の一般女性と結婚したと発表された。妻の姉の夫は井浦新で、義兄にあたる。義父は元衆議院議員の山本有二。2014年より文化庁新進芸術家海外研修制度にてロサンゼルスに留学する。
2025年7月ホリプロを退所しフリーに

。

## 出演

### テレビドラマ
1995年
- ヘルプ!（フジテレビ） - デビュー作、坂口一也 役

1996年
- 東京23区の女 第13回「北区の女」（フジテレビ）
- ナチュラル 愛のゆくえ （讀賣テレビ） - 弓削千尋 役

1997年
- いとしの未来ちゃん 第1話「時計じかけのオレンジ」（テレビ朝日）
- 金曜ドラマ / 最後の恋（TBS） - 山崎健二 役
- 恋、した。 第22話「ハイ・スピード3〜恋のストローハット（ウソ）」（テレビ東京）

1998年
- 連続テレビ小説 / 天うらら（NHK） - 佐藤宏夫 役

1999年
- 女医（日本テレビ） - 松岡人詩 役
- NHKドラマ館 オルガンの家で（NHK）
- 世にも奇妙な物語・春の特別編 「のぞみ・西へ」（フジテレビ）

2000年
- 大河ドラマ / 葵 徳川三代（NHK） - 小早川秀秋 役
- イマジン（フジテレビ） - 奥山大輔 役

2001年
- 土曜特集 / ドラマ 介護ビジネス（NHK) - 響克正 役
- 昔の男（TBS） - 白井丈 役
- 金曜ナイトドラマ / 生きるための情熱としての殺人（テレビ朝日） - 階堂佑介 役

2002年
- 金曜ドラマ / 愛なんていらねえよ、夏（TBS） - 五十嵐彰 役
- 月曜ドラマシリーズ / 名古屋仏壇物語（NHK） - 柴田虎之助 役
- 優香座シネマ〜畳屋（テレビ朝日）

2003年
- 金曜ナイトドラマ / スカイハイ 第7話「a song」（テレビ朝日） - コージ 役
- 月曜ドラマシリーズ / 愛の家〜泣き虫サトと7人の子〜 - 吉田英樹 役

2004年
- 金曜時代劇 / 御宿かわせみ・第二章（NHK） - 天野宗太郎 役
- 時空警察・PART4（日本テレビ） - 安倍晴明 役
- 徳川綱吉 イヌと呼ばれた男（フジテレビ） - 片岡源五右衛門 役
- 女と愛とミステリー / パートタイム探偵2（2月、テレビ東京） - 藤江修造 役

2005年
- 木曜ドラマ / 富豪刑事（テレビ朝日） - 猿渡哲也 役
- 金曜時代劇 / 御宿かわせみ・第三章（NHK） - 天野宗太郎 役
- 海猿 UMIZARU EVOLUTION（フジテレビ） - 冬柴康介 役
- 危険なアネキ（フジテレビ） - 谷口誠 役

2006年
- 金曜時代劇 / 出雲の阿国（NHK） - 傳介 役
- 東京ワンダーツアーズ（日本テレビ） - カリスマシェフ・中村ジュン 役
- 富豪刑事デラックス（テレビ朝日） - 猿渡哲也 役
- 土曜ワイド劇場 / 西村京太郎トラベルミステリー (45)　超豪華寝台特急トワイライトエクスプレス殺人事件（2006年1月7日・テレビ朝日） - 画家・磯辺功一郎 役
- 37℃〜日本の恋愛温度を1℃上げよう!〜（読売テレビ）

2007年
- 土曜ドラマ LIAR GAME（フジテレビ） - ヨコヤノリヒコ 役
- 探偵学園Q（日本テレビ） - ケルベロス 役
- 地獄の沙汰もヨメ次第 第4話（TBS） - 緒方裕道 役
- 恋のから騒ぎドラマスペシャルIV「声が震える女」（2007年11月30日・日本テレビ） - 平野隆 役
- 木曜ミステリー / その男、副署長〜京都河原町署事件ファイル〜 第1・2シリーズ（テレビ朝日） - 上田聡刑事 役

2008年
- 鹿鳴館（テレビ朝日）
- 幻十郎必殺剣（テレビ東京） - 須崎隼人 役
- 剣客商売スペシャル・春の嵐（フジテレビ） - 戸羽平九郎 役
- トップセールス（NHK） - 谷口克彦 役

2009年
- スペシャルドラマRESET（日本テレビ） - 清水哲也 役
- 特命係長 只野仁4th 最終話（テレビ朝日）
- カイドク〜都市伝説の暗号ミステリー〜（関西テレビ放送）
- ブザー・ビート〜崖っぷちのヒーロー〜（フジテレビ） - バイオリニスト・中西晃 役
- MR.BRAIN 第7話・最終話（2009年7月、TBS）-  尾崎伸一郎 役
- 月曜ゴールデン / 警視庁南平班〜七人の刑事〜」（8月、TBS） - 高村六郎 役
- 任侠ヘルパー（フジテレビ）
- 月曜ゴールデン / 浅見光彦シリーズ28高千穂伝説殺人事件（10月5日、TBS） - 長田幹夫 役
- 相棒 season8  第1話「カナリアの娘」（10月14日、テレビ朝日） - 高倉俊司 役
- LIAR GAME Season2（フジテレビ） - ヨコヤノリヒコ 役

2010年
- トリック新作スペシャル2（5月15日、テレビ朝日） - 東崎彦助 役
- おみやさん 第7シリーズ 第6話ゲスト（5月27日、テレビ朝日） - 升田肇 役
- 絶対泣かないと決めた日〜緊急スペシャル〜（7月2日、フジテレビ） - 戸塚 役
- 崖っぷちのエリー 〜この世でいちばん大事な「カネ」の話 第2話ゲスト（7月16日、朝日放送） - 野々宮春樹 役
- 月曜ゴールデン / 警視庁南平班〜七人の刑事〜2」（8月、TBS） - 高村六郎 役
- 土曜ワイド劇場 / 法医学教室の事件ファイル31（9月25日、テレビ朝日）
- 月曜ゴールデン / 弁護士 一之瀬凛子3」（12月6日、TBS） - 志水英二 役

2011年
- 絶対零度〜特殊犯罪潜入捜査〜 第7話ゲスト（8月23日、フジテレビ） - 深星秋信 役
- 水曜ミステリー9・刑事吉永誠一 涙の事件簿8」（10月12日、テレビ東京） - 大迫靖樹 役
- 月曜ゴールデン / 北海道警察 巡査の休日（10月24日、TBS） - 佐伯宏一 役
- 水戸黄門第43部 第15話「助さん格さん大喧嘩!! -下田-」（10月31日、TBS） - さぶ 役
- 怪盗ロワイヤル 第4話ゲスト（11月18日、TBS） - 赤川一彦 役
- ドラマスペシャル・越境捜査3（12月22日、テレビ朝日） - 岩村隆弘 役

2012年
- 妄想捜査〜桑潟幸一准教授のスタイリッシュな生活（1月 - 3月、テレビ朝日） - 丸山 役
- 最高の人生の終り方〜エンディングプランナー〜 第5話ゲスト（2月9日、TBS） - 及川孝太 役
- 世にも奇妙な物語 2012年 春の特別編「スウィート・メモリー」（4月21日、フジテレビ） - 倉本慎吾 役
- 水曜ミステリー9 / 嘘の証明 犯罪心理分析官・梶原圭子 - 野寺弘樹 役
- リーガル・ハイ 第6話ゲスト（5月22日、フジテレビ） - 神林彬 役
- 鍵のかかった部屋 最終話ゲスト（6月18日、フジテレビ） - 穎原雅樹 役
- トッカン 特別国税徴収官 第5話ゲスト（8月15日、日本テレビ） - 中西武彦 役

2013年
- プレミアムドラマ / 忘れないで夢を〜漫画家やなせたかしと妻・暢（のぶ）〜(1月12日、NHK BSプレミアム） - 主演・やなせたかし 役
- 女信長（4月5日 - 4月6日、フジテレビ） - 明智秀満 役
- 潜入探偵トカゲ 第1話ゲスト（4月18日、TBS） - 伊坂光市 役
- 悪霊病棟（7月 - 9月、毎日放送） - 斑目和也 役
- 月曜ゴールデン / 北海道警察 笑う警官（7月29日、TBS） - 佐伯宏一 役
- オリンピックの身代金（11月30日 - 12月1日、テレビ朝日） - 矢野刑事 役

2014年
- ホワイト・ラボ〜警視庁特別科学捜査班〜 第1話ゲスト（4月14日、TBS） - 金城博之 役
- ビター・ブラッド〜最悪で最強の親子刑事〜 第3話ゲスト（4月29日、フジテレビ） - 前田修一 役
- 水曜ミステリー9 / 浅草下町通交番 子連れ巡査の捜査日誌（6月4日、テレビ東京） - 三沢準 役
- 水曜ミステリー9 / 横山秀夫特別企画 永遠の時効（6月25日、テレビ東京） - 阿東久司 役
- 土曜ワイド劇場 / 森村誠一の終着駅シリーズ28（6月28日、テレビ朝日） - 根岸正人 役
- キャビンアテンダント刑事〜ニューヨーク殺人事件〜（7月7日、フジテレビ） - 上田篤史 役
- ST 赤と白の捜査ファイル 第4話ゲスト（8月6日、日本テレビ） - 篠崎雄介 役
- 若者たち2014 第9話ゲスト（9月10日、フジテレビ） - 土居正登 役
- 月曜ゴールデン / 北海道警察 人質（11月3日、TBS） - 佐伯宏一 役
- すべてがFになる 第9話・最終話ゲスト（12月16日・23日、フジテレビ） - 藤原博 役

2015年
- 鈴木光司 リアルホラー「鍵穴」（2015年3月29日、BSフジ） - 大石正彦 役
- 月曜ゴールデン / 北海道警察 密売人（9月21日、TBS） - 佐伯宏一 役

2020年
- 探偵・由利麟太郎 第4話、第5話（2020年7月7日 - 7月14日、関西テレビ・フジテレビ系） - 土屋恭蔵 役

2023年
- 警視庁アウトサイダー 第5話・第6話、最終話（2023年2月2日・9日・3月2日、テレビ朝日） - 当麻秀和 役[3]
- 自由な女神-バックステージ・イン・ニューヨーク- 第3話（2023年3月18日、東海テレビ・フジテレビ系） - 郷原 役

### 映画
- ゲレンデがとけるほど恋したい。（1995年）
- 12（1996年）
- 狼の眼（1997年） ※主演
- 不機嫌な果実（1997年）
- 冷たい血（1997年）
- 女刑事RIKO 聖母の深き淵（1998年）
- 愚か者 傷だらけの天使（1998年）
- heat after dark（1998年）
- お受験（1999年）
- 発狂する唇（2000年）
- 東京ゴミ女（2000年）
- 世にも奇妙な物語 映画の特別編「雪山」（2000年）
- 東京★ざんすっ 第3話「約束」（2001年）
- ダブルス（2001年）
- とらばいゆ（2002年）
- 羊のうた（2002年）
- 突入せよ! あさま山荘事件（2002年）
- YMCA野球団（2003年）
- Love!（2003年）※衛星劇場短編映画
- マナに抱かれて（2003年）
- ロボコン ROBOT CONTEST（2003年）
- 監督感染〜KENENN（監督・脚本）（2003年）
- NO NAME[4]（2003年） ※ネットシネマ.TV
- 恋骨 KOIBONE 劇場版（2004年）
- ブラックキス（2005年）
- しあわせなら手をたたこう（2005年）
- 疾走（2005年）
- day alone〜マノーラと姫ちゃん（2005年）
- 三年身籠る（2005年）
- NANA（2005年）
- バックダンサーズ!（2006年）
- 天使の卵（2006年）
- 代々木ブルース（2006年）
- 気仙沼伝説（2006年）
- 鞄・KABAN（2007年）
- 築地魚河岸三代目（2008年）
- 天使のいた屋上（2008年）
- デトロイト・メタル・シティ（2008年）
- コトバのない冬 echo of silence （2008年）
- 刺青 匂ひ月のごとく （2009年）
- BANDAGE バンデイジ（2010年）
- LIAR GAME The Final Stage（2010年）
- NECK（2010年）
- 恋愛戯曲 〜私と恋におちてください。〜（2010年）
- 図書館戦争 （2013年）
- 1/11 じゅういちぶんのいち（2014年）

### 舞台
- LOVE LETTERS（1998年）
- テンペスト（2000年）
- 嵐が丘（2002年）
- LOVE LETTERS（2002年）
- 宇宙でいちばん速い時計(2003年）
- 浪人街（2004年）
- 電車男（2005年）
- 錦鯉-にしきごい-（2006年）
- 青木さん家の奥さん（2007年）
- KEAN（2008年）
- プライド（2010年12月） - 神野隆 役
- ミュージカル「エディット・ピアフ」（2011年1月 - 2月） - マルセル・セルダン 役[5]
- 池田屋・裏 2012（2012年3月） - 宮部鼎蔵 役[6]

### テレビアニメ
- 最強武将伝 三国演義（2010年、テレビ東京） - 周瑜

### 劇場アニメ
- 劇場版Infini-T Force/ガッチャマン さらば友よ（2018年） - コンドルのジョー / ジョージ浅倉[7]

### ラジオ
- 日本昔ばなし（2005年、TOKYO FM）
- ポップスライブラリー（2005年、NHK-FM）
- ASIENCE SPIRIT OF ASIA（2006年、J-WAVE）
- FMシアター 「蛇の恋とわたしと」（2006年3月11日、NHK-FM）[8]
- SOUNDS OF STORY〜ASADA JIRO LIBRARY〜　「霞町物語」（2014年7月26日、J-WAVE）[9]
- FMシアター 「あいあるあした」（2014年6月7日、NHK-FM）[10]

### CM
- 富士フイルム「写ルンです」唐沢寿明と共演（1989年）

### PV出演
- シアターブルック 「まぶたの裏に」瀬々敬久監督作品（1998年）
- day after tomorrow 「Day Alone　マノーラと姫ちゃん」（2004年）
- 藤井フミヤ 「さまよう果実」堤幸彦監督作品（2005年）

### 情報・バラエティほか
- 「E・YAZAWA IN RUNAWAY FREE〜ヨーロッパ大陸横断（2000年）
- 「ファッション通信」(2000年)
- 「Life Is Journey」ナビゲーター（2006年）
- 「本当にあった日本史サスペンス劇場」 - 坂本竜馬 役（2007年）
- 「女たちは目撃者 歴史サスペンス劇場」 再現ドラマ - 東郷青児 役（2009年）
- 「ルビコンの決断・〜サントリーの逆襲 “ハイボール”復活大作戦」（2010年）
- 「スポーツ大陸」ナレーション（2010年）
- 「祝女〜shukujo〜」（2010年）
- 「歴史秘話ヒストリア　ふたりの時よ　永遠に　愛の詩集“智恵子抄”」 - 高村光太郎 役（2014年）

ほか多数

### インターネット放送
- とっても甘いの〜C'EST TRES DOUX〜（2009年5月、Bee TV）- 村上真哉 役
- Sugar (2024年、Apple TV+) - ハンサムな男 役

### その他
- 「IN NATURAL〜Oddity File」連載(1995〜1998)
- 「桂由美コレクションIN オーチャードホール」ゲストモデル出演(1996)
- 「SANYO」キャンペーンポスター(1996)
- 「J-phone〜疾走」(1998)
- 「ラフォーレ原宿20th Anniversary」PV監督(1998)
- 「資生堂〜アンタイド」キャンペーンポスター(1998)
- 「J-WAVE」キャンペーンポスター(1998)
- 「バイクフォーラム」バイクにフレンドシップ大賞受賞(1999)
- 「POP-EYE〜スズキカズマのシクミ」連載コラム(1999)
- 「NISSAN WING-ROAD〜Wake Up!」テリー伊藤プロデュース作品(2001)
- 「DISH」ファッションページディレクション(2001)
- 「MOTO-NAVI」創刊キャンペーンポスター(2001)
- 「cafeEDGE」CDジャケット出演(2001)
- 「MONTCLER」PV監督(2001)
- 「HIROMIX × KEITA MARUYAMA」写真集(2001)
- 「シネマウェーブ」連載コラム(2004〜2006)
- 「smartMAX〜表参道駅ジャック」キャンペーンポスター(2004)
- 「KANSAI SUPERSHOW IN武道館〜アボルタージュ」ゲストモデル出演(2004)